# Славно
Славно (пол. Sławno), Шлаве (нем. Schlawe) — город в Польше, входит в Западно-Поморское воеводство, Славенский повят. Имеет статус городской гмины. Занимает площадь 15,78 км². Население — 13 322 человек (на 2004 год).

## История
В городе родился марксистский историк Франц Меринг.

## Галерея

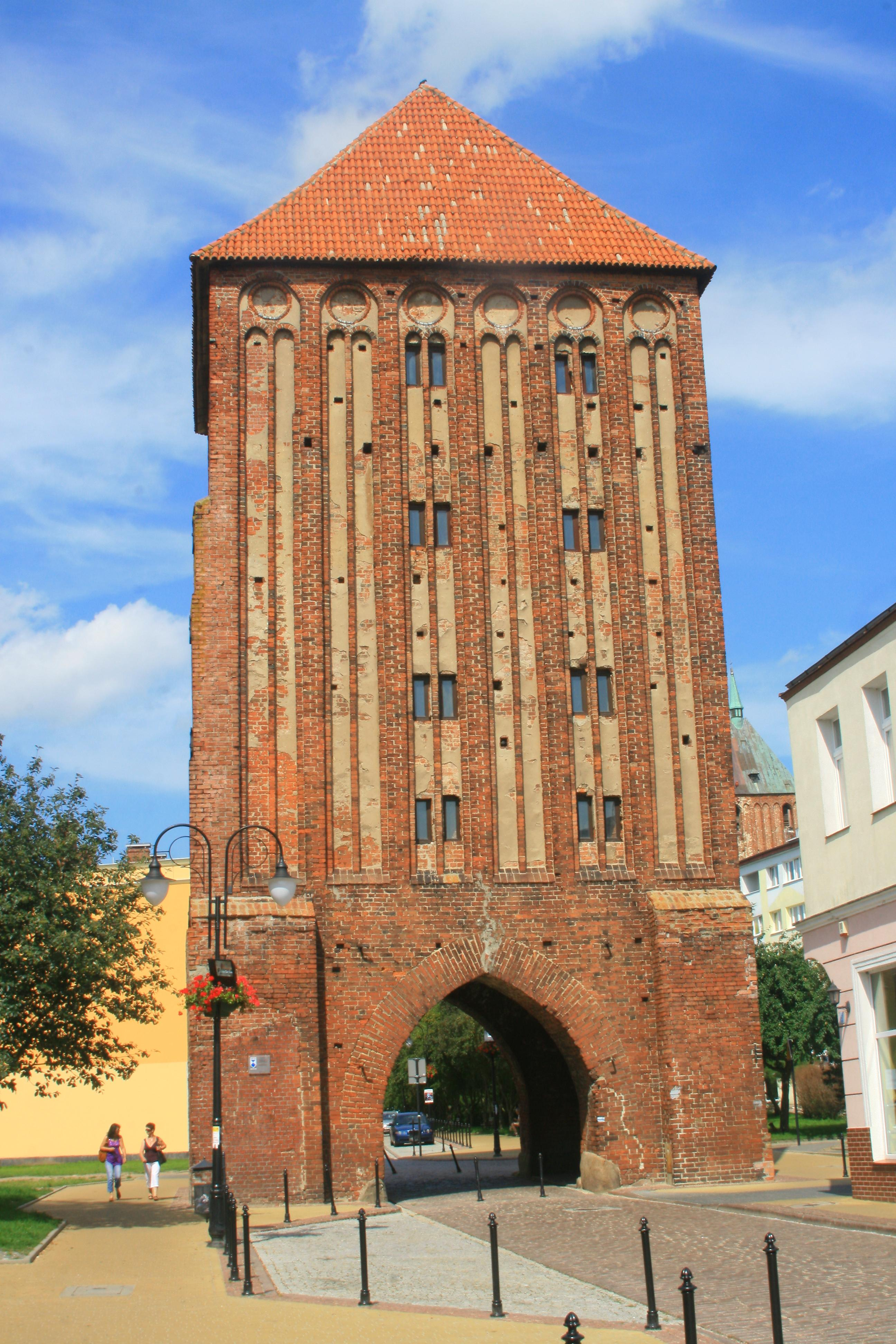
Городские ворота
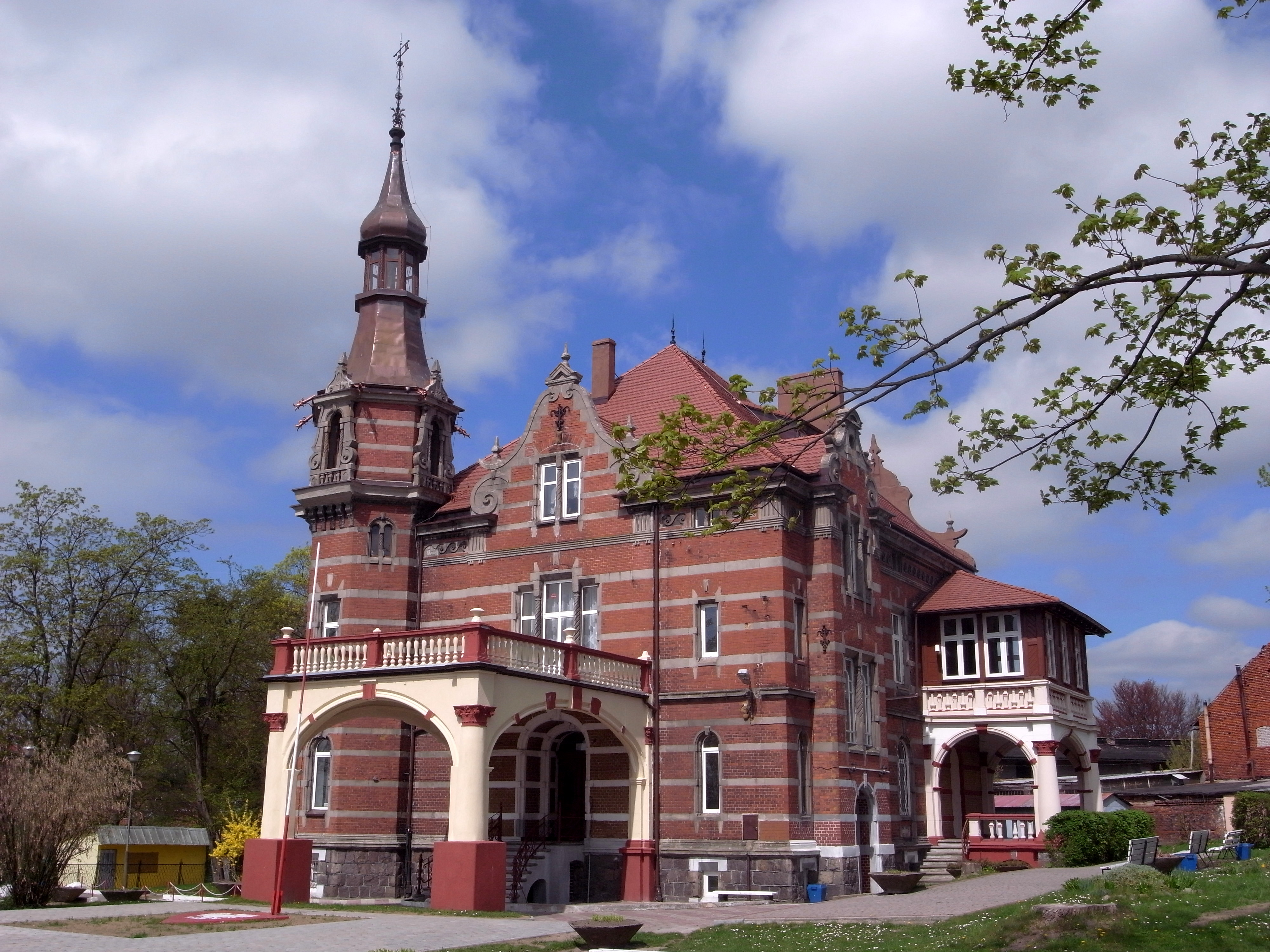
Вилла Шульца 1879 года постройки до 1945 года принадлежала местной пивоварне
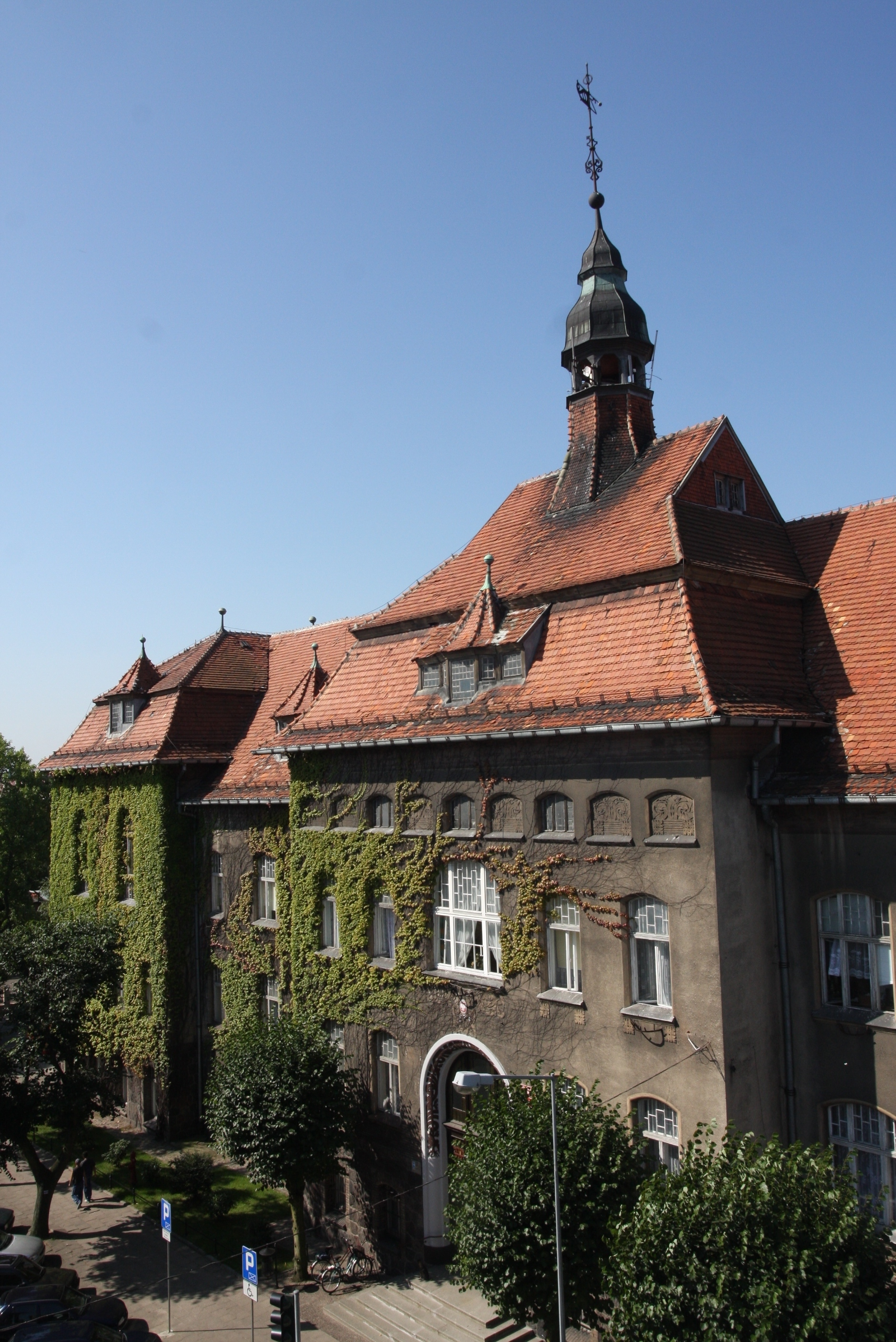
Ратуша
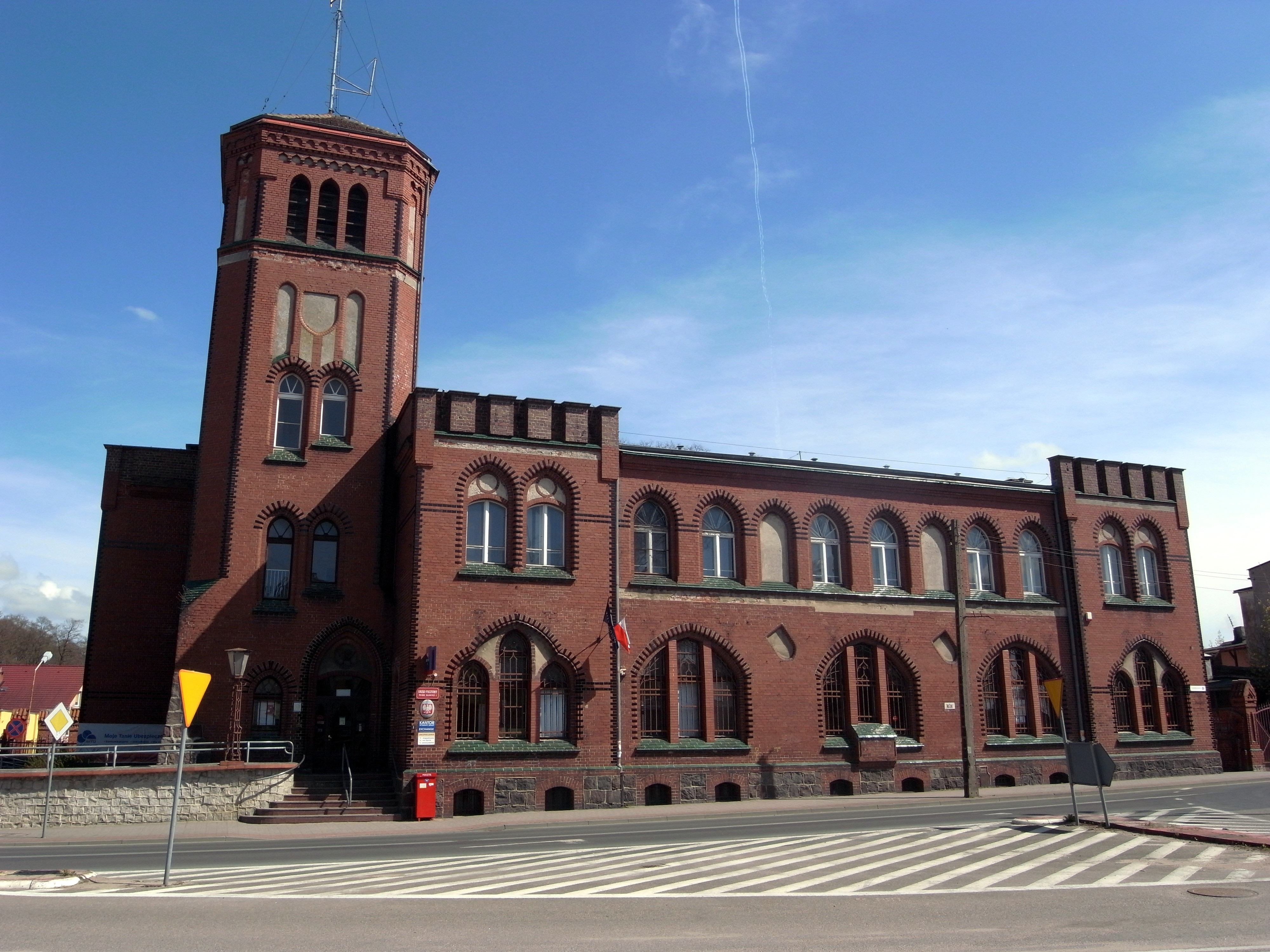
Почта
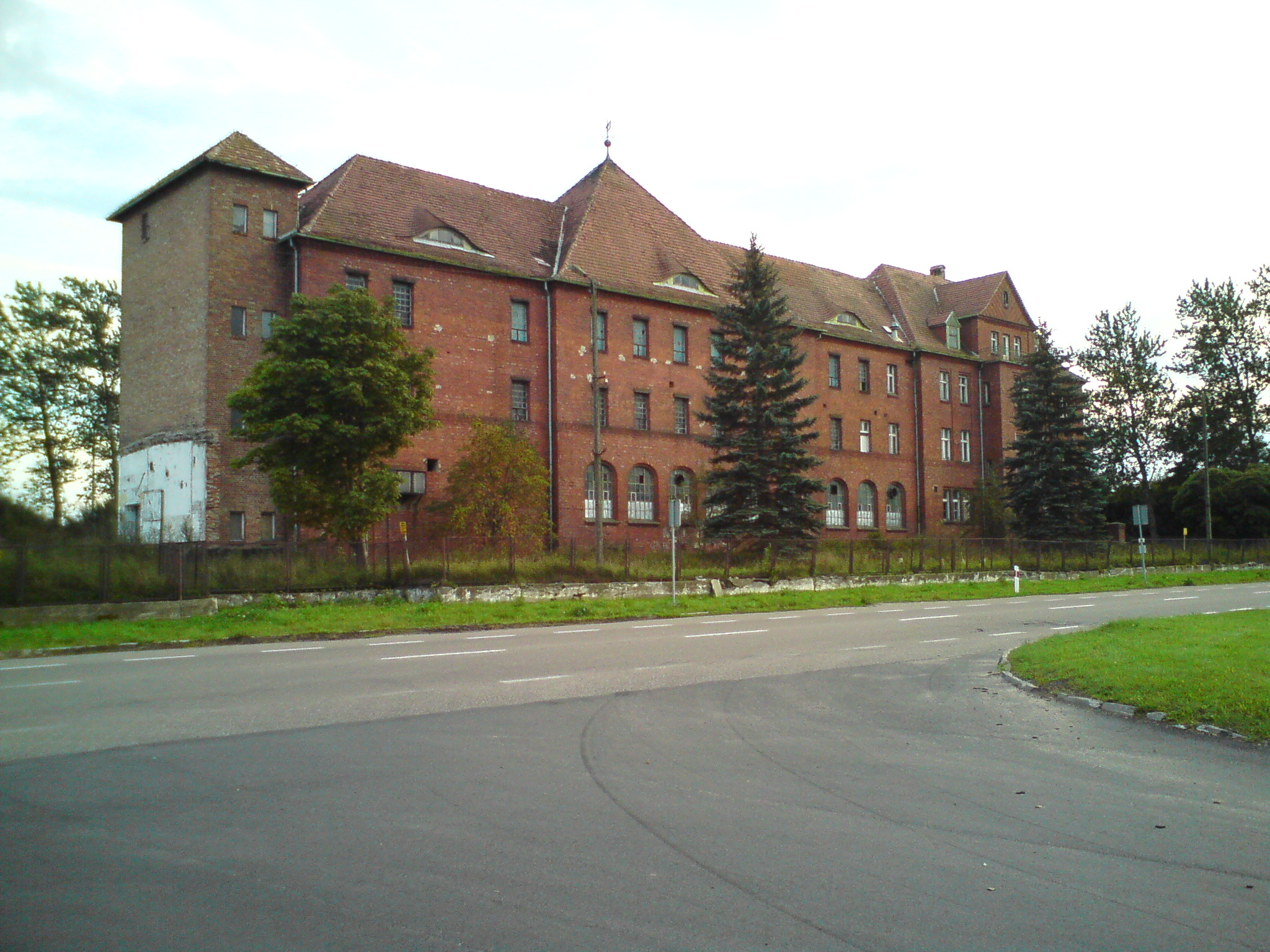
Бывшее здание консервной фабрики
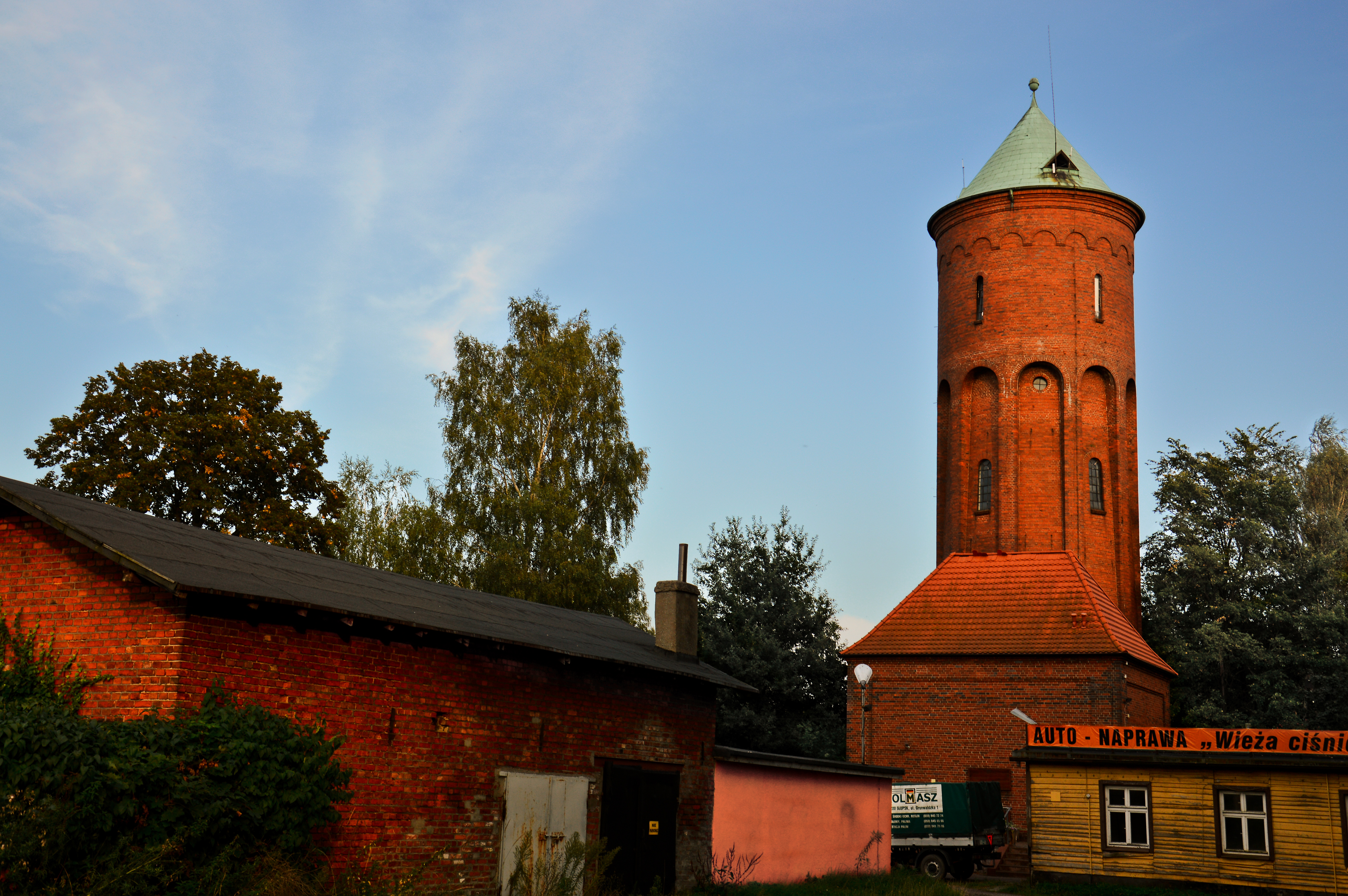
Башня
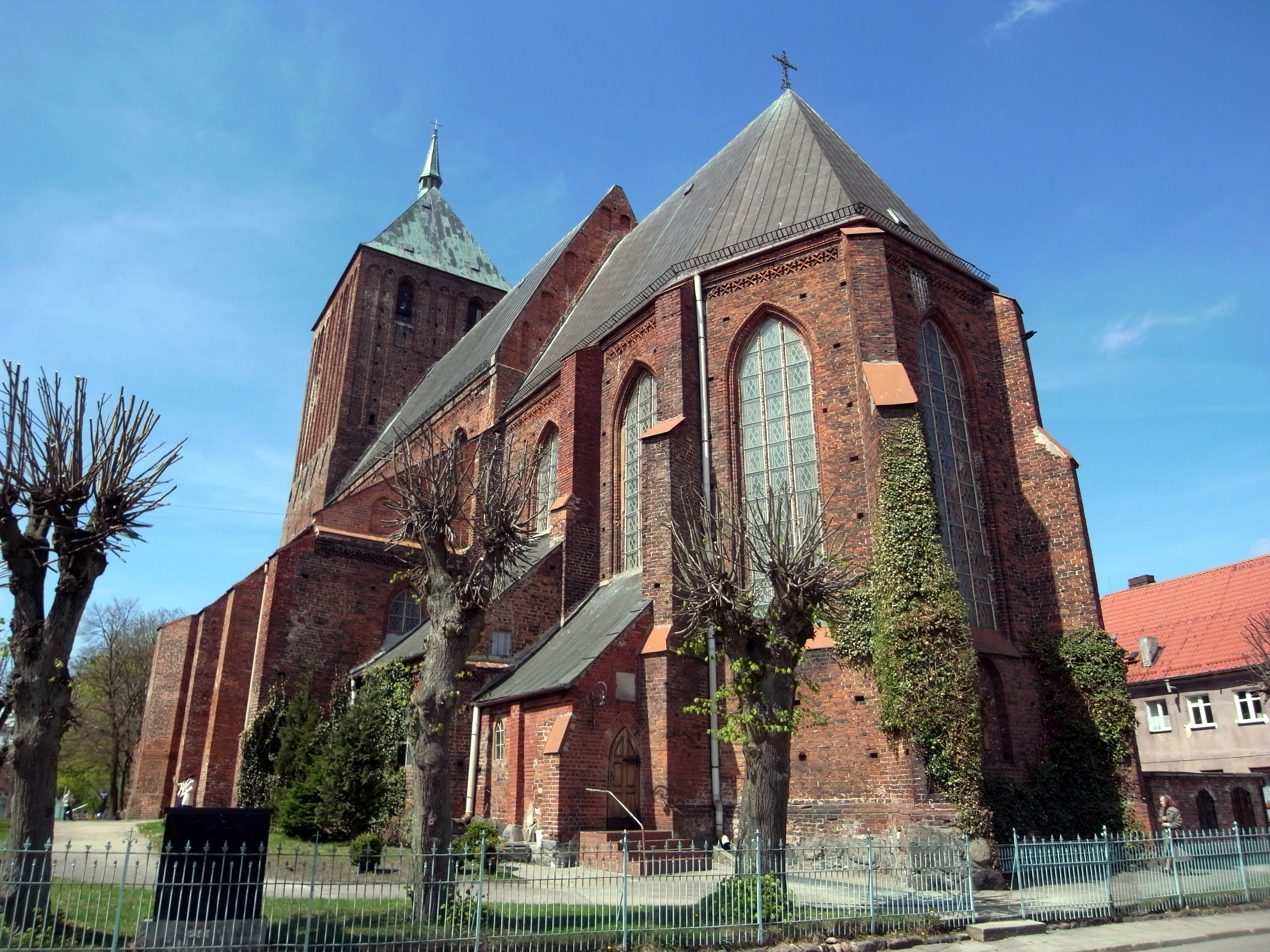
Костёл
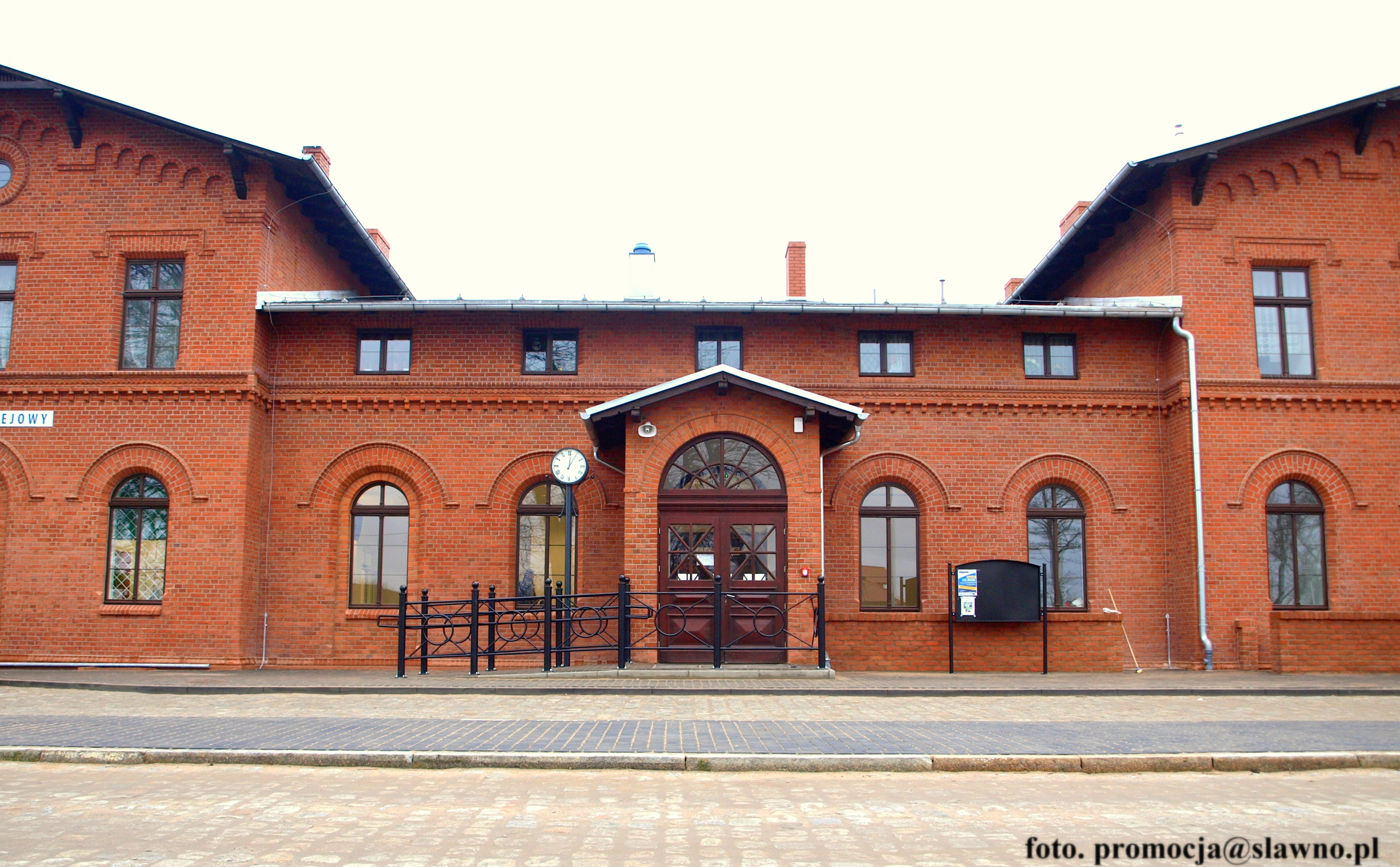
Вокзал
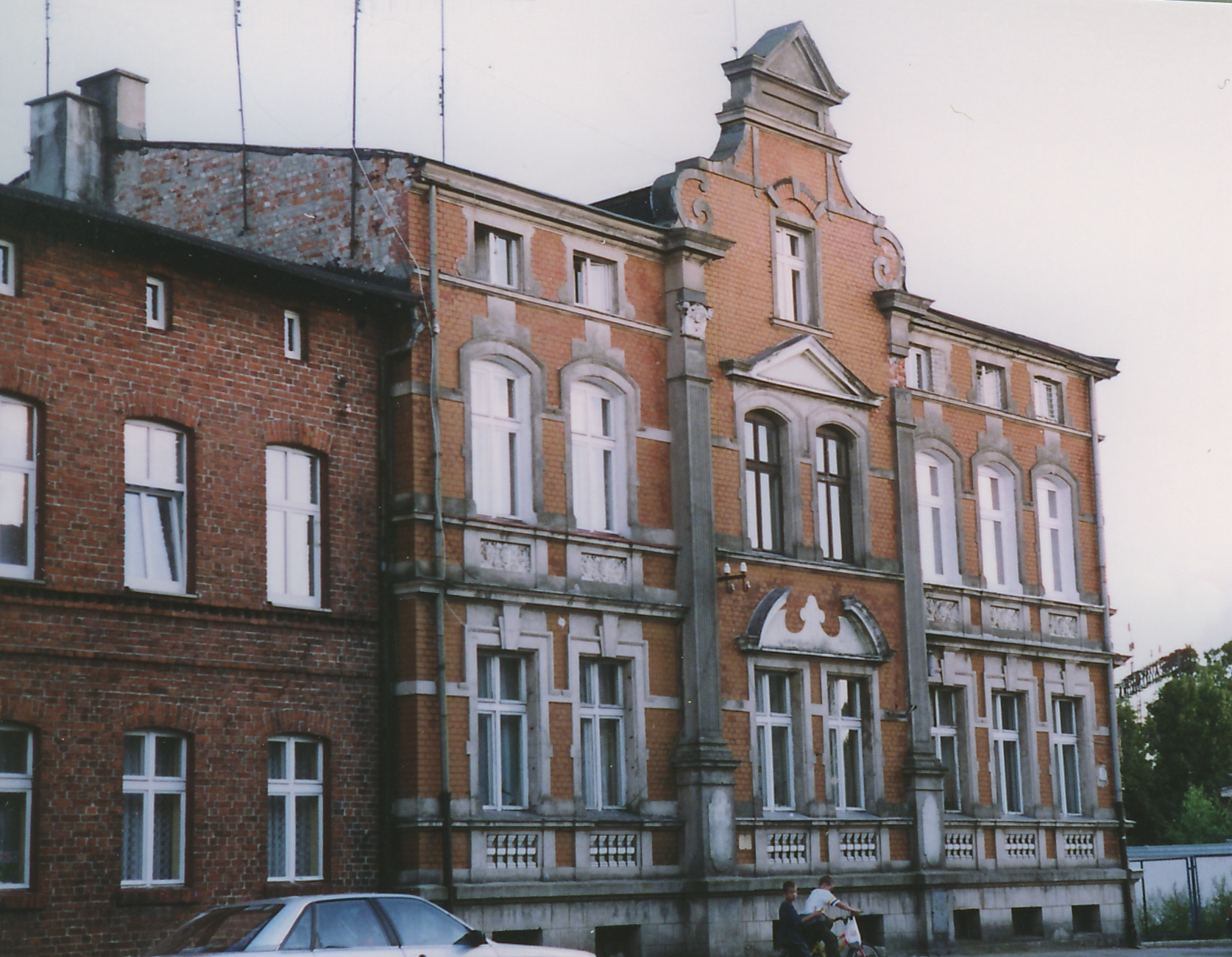
Старое здание